# St. Johannis (Bramsche)
Die evangelisch-lutherische St. Johanniskirche, auch St.-Johannis-Kirche, in Bramsche ist ein im Jahr 1960 errichtetes Sakralgebäude, das sich heute in Benutzung der 1961 gegründeten sowie rund 4800 Mitglieder zählenden Kirchengemeinde St. Johannis Bramsche-Gartenstadt, einer Mitgliedsgemeinde des Kirchenkreises Bramsche, befindet.

## Geschichte
Die Kirche wurde 1960 erbaut und am 15. Oktober 1961 eingeweiht. Die Glockenweihe der vier im hessischen Sinn hergestellten und sich heute im Turm befindenden Bronzeglocken, die zwei in Nortrup ausgemusterte Stahlgussglocken ersetzten, welche wiederum nach Achmer weitergegeben wurden, erfolgte am 16. Juni 1963. Zwölf Jahre nach Einweihung erhielt die Kirche eine an den Innenraum angepasste Orgel. An die Kirche grenzen heute ein Gemeindehaus, zwei Pfarrhäuser und ein Kindergarten an.

## Ausstattung
Neben der Orgel verfügt die Kirche im Innenraum über einen Altar, vor dem sich, in Blickrichtung Eingang, rechts ein Taufbecken und links ein Lesepult befinden. Zentral über dem Altar hängt zudem ein Keramikkreuz, das den gekreuzigten Jesus in segnender Haltung zeigt. Die Kanzel ist mit Keramikkacheln versehen und zeigt die Symbole der vier Evangelisten. Oben an den Seiten des Kirchenschiffs befinden sich farbige Fenster, die Motive aus der Passions- und Pfingstgeschichte und der Offenbarung des Johannes zeigen.

### Glocken
Die vier Glocken, gegossen von der Firma Rincker aus Sinn, haben die Klangtöne a, b, c und d. Jede der Glocken trägt ein Landeswappen sowie ein Bibelwort. Damit erinnern sie an die Vertreibung der Ostdeutschen als Folge des Zweiten Weltkriegs und geben ihr eine christliche Deutung:
- Glocke I:
  - Wappen von Niedersachsen und Psalm 103,2 LUT
- Glocke II:
  - Wappen von Pommern und Psalm 37,5 LUT
- Glocke III:
  - Wappen von Ost- und Westpreußen und Hebräer 13,14 LUT
- Glocke IV:
  - Wappen von Schlesien und Matthäus 5,3 LUT

### Orgel
Die Firma Kreienbrink baute 1973 eine Orgel mit zwölf Registern, die auf zwei Manuale und ein Pedal verteilt sind. Die Disposition der Orgel lautet wie folgt:
| I Hauptwerk C– |            |    |
| 1.             | Prinzipal  | 8′ |
| 2.             | Rohrflöte  | 8′ |
| 3.             | Oktave     | 4′ |
| 4.             | Waldflöte  | 2′ |
| 5.             | Mixtur III |    |

| II Brustwerk C– |             |    |
| 6.              | Gedackt     | 8′ |
| 7.              | Blockflöte  | 4′ |
| 8.              | Prinzipal   | 2′ |
| 9.              | Terzian III |    |
|                 | Tremulant   |    |

| Pedalwerk C– |                  |     |
| 10.          | Subbass          | 16′ |
| 11.          | Gedacktpommer    | 08′ |
| 12.          | Rauschpfeife III |     |

- Koppeln: II/I, I/P, II/P